# كيم يونغ إل
كيم يونغ إل (هانغل: ; هانجا: 김영일) (من مواليد 2 مايو 1944) هو سياسي كوري شمالي كان رئيس وزراء كوريا الشمالية من أبريل 2007 إلى 7 يونيو 2010. تم انتخابه كرئيس للوزراء في الدورة الخامسة من الجمعية الشعبية العليا الحادية عشرة في أبريل 2007، ليحل محل باك بونغ جو. ثم تم استبداله بتشو جونغ-ريم بعد جلسة برلمانية نادرة في 7 يونيو 2010.
خدم في الجيش الشعبي الكوري من 1960 إلى 1969 ثم تخرج من جامعة راجين للنقل البحري كضابط ملاحي. عمل كمدرب ونائب مدير المكتب العام لوزارة النقل البري والبحري لمدة 14 عامًا.
لقد كان وزيرًا للنقل البري والبحري من عام 1994 حتى انتخابه رئيسا للوزراء في عام 2007. لقد أشرف على بناء منشآت جديدة في مصنع رايونغام لتصليح السفن بالقرب من ميناء نامبو الغربي، عند مصب نهر تايدونغ.
وكرئيس للوزراء، كان كيم يونغ إل رئيس الحكومة في كوريا الديمقراطية، مما يعني أنه يعين وزراء ونواب رئيس وزراء يوافق عليهم مجلس الشعب الأعلى، وقد كان أيضًا مسؤولًا عن السياسة الاقتصادية والمحلية. لقد عزَّز خطابه الأول إلى حد كبير أيديولوجية الدولة. ومع ذلك، وفيما يتعلق بالاقتصاد، فقد وازن الطلبات بعناية للصناعات الثقيلة مع السلع الاستهلاكية، والصناعات الخفيفة، والزراعة قائلًا: «سوف نلتزم بشدة بخط البناء الاقتصادي الاشتراكي في الحقبة العسكرية الأولى، وفي الوقت الذي نطور فيه صناعة الدفاع الوطني أولًا، فإننا سوف نشعل بقوة لهيب الثورة الزراعية وثورة الصناعة الخفيفة، وبالتالي ينبغي حل مشكلة الغذاء وقضية السلع الاستهلاكية الشعبية بسلاسة».
لا ينبغي الخلط بين كيم يونغ إل وكيم يونغ إل (1955 – 2000؟)، ابن الراحل كم إل سونغ والأخ غير الشقيق لكم جونغ إل، الذي قيل إنه توفي في ألمانيا في 2000.